# Hieronymus F. Kynseker

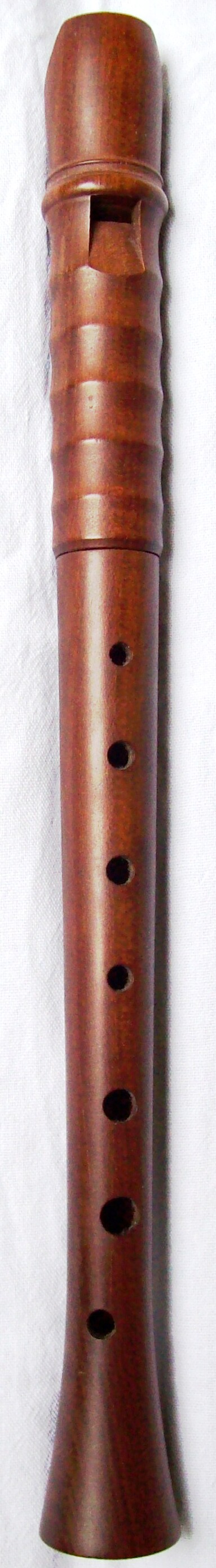
Replik einer Blockflöte nach Kynseker

Hieronymus F. Kynseker (* 1636; † 1686) war ein deutscher Instrumentenbauer.
Ein Satz von  Blockflöten  aus seiner Werkstatt wurde überliefert und befindet sich im Germanischen Nationalmuseum in Nürnberg. Diese Instrumente dienten als Vorlage für verschiedene Nachbauten moderner Blockflötenbauer.